# 荆轲刺秦王 (电影)
《荆轲刺秦王》，是一部中国、日本、美国、法国合拍的中国历史电影。以战国末期荆轲刺秦王为故事背景。导演陈凯歌，主演张丰毅、巩俐、李雪健。

## 剧情
公元前3世紀的中國，為羣雄割踞的戰國時代，雄心壯志的秦始皇嬴政統一天下的大業。
當時燕國為嬴政的心腹大患，為幫助他早日完成統一霸業，秦王的青梅竹馬趙姬（巩俐 飾）於是冒險至敵對的燕國卧底，假意策動刺殺嬴政的計劃。
如此一來，一旦東窗事發，秦國便有出兵攻打燕國的名目。但是在這個計謀得逞之前，秦王（李雪健 飾）  發現了關於自己身世的秘密：自己並非先王的親生兒子，他的生父事實上是當時的宰相呂不韋（陳凱歌 飾）。
秦王知道後又惱又怒，將生父呂不韋賜死，母后流放異地。為了永絕後患，於是欲將所有知道這個驚人秘密的人趕盡殺絕。因此，他揮軍攻打鄰近的趙國，捉拿知道真相的樊於期（吕晓禾 飾）。但秦王違背對趙姬“不攻打她祖國”的諾言，在趙國境內濫殺無辜，連手無寸鐵的孩童也不放過，這種種的暴行看在深愛著他的趙姬眼中，實在難以忍受。趙姬於是改變初衷，決定假戲真做，與燕太子丹 （孙周 飾）同心戮力策劃謀刺嬴政的行動。
執行這項任務的人選，是名劍客荊軻（张丰毅 飾），荊軻當時早已厭倦刀劍生涯，想要歸隱山林，但最後仍答應為此重出江湖。荊軻一出現，旋以他的俠義風範攫獲趙姬的芳心，兩人墜入情網，不料荊軻最後的行刺行動，因“圖窮匕見”而失手喪命，趙姬返回秦國為他收屍。見到嬴政，趙姬義正詞嚴地抨擊嬴政的暴虐無道後，便頭也不回地離去。留嬴政一人獨自打造江山霸圖。

## 角色
- 巩俐—赵姬
- 张丰毅—荆轲
- 李雪健—嬴政
- 王志文—嫪毐
- 吕晓禾—樊於期
- 孙周—燕太子丹
- 陈凯歌—吕不韦
- 赵本山—高渐离
- 周迅—盲女
- 李洪涛—李斯
- 顾永菲—赵姬
- 丁海峰—秦舞阳
- 赵燕国—画工
- 潘长江—监狱吏
- 孔庆三—黥师
- 韩东—秦驭手
- 叢志軍—老司禮
- 胡揚—小司禮
- 李龍吟—店主
- 張仲—侏儒
- 李強—韓使
- 魏起—鬪雞眼
- 叢志軍—老司禮
- 李忠林—秦獄司
- 劉鐵鍊—掌禮太監
- 謝曾然—小王弟
- 常濤—大王弟
- 張進戰—燕特使
- 林兵、劉嘉成、楚緒、劉博、劉亮—十國士